# Biathlon-Weltmeisterschaften 2003
Die 38. Biathlon-Weltmeisterschaften fanden vom 15. bis 23. März 2003 im russischen Chanty-Mansijsk statt.

## Wettbewerbe
Erstmals bei Weltmeisterschaften wurde die Staffel der Damen nur noch über die Distanz von 4 × 6 km ausgetragen. Ansonsten blieb das Wettbewerbsangebot gegenüber dem Vorjahr unverändert. Ausgetragen wurden für Frauen und Männer je fünf Disziplinen: Sprint (Männer: 10 km / Frauen 7,5 km), Verfolgung (Männer: 12,5 km / Frauen 10 km), Einzelwettkampf (Männer: 20 km / Frauen 15 km), Massenstart (Männer: 15 km / Frauen 12,5 km), Staffel (Männer: 4 × 7,5 km / Frauen 4 × 6 km).
Im Verfolgungsrennen der Damen gab es ein weiteres Novum, erstmals wurden bei Weltmeisterschaften zwei Goldmedaillen in einem Wettbewerb vergeben, nachdem nicht einmal anhand des Zielfotos zweifelsfrei eine Siegerin ermittelt werden konnte.
2002 hatte es wegen der Olympischen Winterspiele in Salt Lake City nur die Weltmeisterschaften im noch nichtolympischen Massenstart gegeben.

## Resultate Männer

### Sprint 10 km
| Platz | Sportler                | Zeit         | Schießfehler |
| ----- | ----------------------- | ------------ | ------------ |
| 01    | Ole Einar Bjørndalen    | 026:52,1 min | 0 (0-0)      |
| 02    | Ricco Groß              | 00+50,7 s00  | 1 (0-1)      |
| 03    | Zdeněk Vítek            | 00+52,9 s00  | 1 (0-1)      |
| 04    | Halvard Hanevold        | +1:07,0 min  | 2 (2-0)      |
| 05    | Uladsimer Dratschou     | +1:14,1 min  | 0 (0-0)      |
| 06    | Frode Andresen          | +1:20,1 min  | 3 (0-3)      |
| 07    | René Cattarinussi       | +1:21,2 min  | 1 (0-1)      |
| 08    | Christoph Sumann        | +1:27,8 min  | 0 (0-0)      |
| 09    | Wiktor Maigurow         | +1:29,5 min  | 0 (0-0)      |
| 10    | Jeremy Teela            | +1:38,7 min  | 1 (1-0)      |
|       |                         |              |              |
| 12    | Sven Fischer            | +1:43,4 min  | 2 (1-1)      |
|       |                         |              |              |
| 12    | Wolfgang Rottmann       | +2:16,0 min  | 0 (0-0)      |
|       |                         |              |              |
| 29    | Michael Greis           | +2:31,9 min  | 3 (2-1)      |
| 30    | Frank Luck              | +2:34,1 min  | 3 (1-2)      |
|       |                         |              |              |
| 31    | Jean-Marc Chabloz       | +2:34,8 min  | 2 (1-1)      |
| 32    | Wilfried Pallhuber      | +2:35,5 min  | 2 (0-2)      |
|       |                         |              |              |
| 34    | Wolfgang Perner         | +2:37,0 min  | 2 (1-1)      |
|       |                         |              |              |
| 42    | Roland Zwahlen          | +3:08,7 min  | 1 (0-1)      |
|       |                         |              |              |
| 48    | Ludwig Gredler          | +3:28,7 min  | 3 (2-1)      |
|       |                         |              |              |
| 57    | René-Laurent Vuillermoz | +4:01,4 min  | 3 (0-3)      |
|       |                         |              |              |
| 61    | Matthias Simmen         | +4:24,3 min  | 4 (2-2)      |
|       |                         |              |              |
| 71    | Klaus Höllrigl          | +5:09,0 min  | 4 (1-3)      |
| …     |                         |              |              |

Datum: 15. März 2003

### Verfolgung 12,5 km
| Platz | Sportler                | Zeit         | Schießfehler |
| ----- | ----------------------- | ------------ | ------------ |
| 01    | Ricco Groß              | 037:37,4 min | 2 (0-0-1-1)  |
| 02    | Halvard Hanevold        | 00+12,0 s00  | 1 (0-0-1-0)  |
| 03    | Paavo Puurunen          | 00+56,3 s00  | 1 (1-0-0-0)  |
| 04    | Sergei Roschkow         | +1:09,0 min  | 1 (1-0-0-0)  |
| 05    | Frank Luck              | +1:12,9 min  | 0 (0-0-0-0)  |
| 06    | Uladsimer Dratschou     | +1:21,5 min  | 6 (0-1-2-3)  |
| 07    | Tomasz Sikora           | +1:26,1 min  | 5 (1-2-1-1)  |
| 08    | Ole Einar Bjørndalen    | +1:31,2 min  | 6 (1-2-2-1)  |
| 09    | Marko Dolenc            | +1:37,5 min  | 2 (1-1-0-0)  |
| 10    | Christoph Sumann        | +1:41,7 min  | 2 (0-0-0-2)  |
| 11    | Sven Fischer            | +1:46,0 min  | 4 (0-2-1-1)  |
|       |                         |              |              |
| 16    | René Cattarinussi       | +2:37,6 min  | 5 (1-1-2-1)  |
|       |                         |              |              |
| 19    | Wilfried Pallhuber      | +2:47,7 min  | 4 (2-2-0-0)  |
|       |                         |              |              |
| 21    | Wolfgang Rottmann       | +2:58,2 min  | 4 (0-0-2-2)  |
|       |                         |              |              |
| 30    | Jean-Marc Chabloz       | +3:32,2 min  | 3 (0-0-0-3)  |
| 31    | Wolfgang Perner         | +3:50,2 min  | 5 (0-1-1-3)  |
|       |                         |              |              |
| 40    | Roland Zwahlen          | +5:36,3 min  | 3 (1-0-0-2)  |
|       |                         |              |              |
| 42    | Ludwig Gredler          | +5:49,4 min  | 5 (1-2-1-1)  |
|       |                         |              |              |
| 47    | René-Laurent Vuillermoz | +6:43,7 min  | 7 (2-3-1-1)  |
| DNS   | Michael Greis           |              |              |

Datum: 16. März 2003

### Einzel 20 km
| Platz | Sportler                | Zeit [min] | Schießfehler |
| ----- | ----------------------- | ---------- | ------------ |
| 01    | Halvard Hanevold        | 0053:39,4  | 01 (0-0-0-1) |
| 02    | Vesa Hietalahti         | 0+1:24,7   | 02 (0-0-2-0) |
| 03    | Ricco Groß              | 0+1:25,9   | 03 (1-0-2-0) |
| 04    | Vincent Defrasne        | 0+1:33,2   | 02 (0-0-1-1) |
| 05    | Tomas Globočnik         | 0+1:39,9   | 01 (1-0-0-0) |
| 06    | Egil Gjelland           | 0+1:44,8   | 02 (0-1-0-1) |
| 07    | Raphaël Poirée          | 0+1:59,3   | 03 (1-1-0-1) |
| 08    | Peter Sendel            | 0+2:10,1   | 03 (1-2-0-0) |
| 09    | Tomasz Sikora           | 0+2:20,5   | 04 (3-1-0-0) |
| 10    | Christoph Sumann        | 0+2:33,3   | 03 (0-1-2-0) |
|       |                         |            |              |
| 12    | Daniel Mesotitsch       | 0+2:48,5   | 03 (1-2-0-0) |
|       |                         |            |              |
| 19    | René Cattarinussi       | 0+3:34,8   | 04 (0-0-1-3) |
|       |                         |            |              |
| 22    | Sven Fischer            | 0+4:06,6   | 03 (1-2-0-0) |
|       |                         |            |              |
| 36    | Frank Luck              | 0+4:50,1   | 05 (3-0-2-0) |
| 37    | Wolfgang Perner         | 0+4:57,4   | 04 (1-2-0-1) |
|       |                         |            |              |
| 51    | Paolo Longo             | 0+6:25,5   | 04 (0-1-1-2) |
| 52    | Roland Zwahlen          | 0+6:31,8   | 04 (1-0-2-1) |
|       |                         |            |              |
| 58    | Wolfgang Rottmann       | 0+7:03,1   | 04 (0-1-2-1) |
|       |                         |            |              |
| 61    | Jean-Marc Chabloz       | 0+7:21,9   | 06 (0-2-2-2) |
|       |                         |            |              |
| 72    | Matthias Simmen         | 0+8:57,5   | 07 (0-3-3-1) |
|       |                         |            |              |
| 74    | Curdin Eichholzer       | 0+9:44,6   | 07 (3-1-1-2) |
|       |                         |            |              |
| 78    | Wilfried Pallhuber      | +10:26,4   | 07 (2-2-2-1) |
|       |                         |            |              |
| 85    | René-Laurent Vuillermoz | +12:48,0   | 12 (4-3-3-2) |
| …     |                         |            |              |

Datum: 19. März 2003

### Massenstart 15 km
| Platz | Sportler             | Zeit         | Schießfehler |
| ----- | -------------------- | ------------ | ------------ |
| 01    | Ole Einar Bjørndalen | 040:49,7 min | 0 (0-0-0-0)  |
| 02    | Sven Fischer         | 00+49,1 s00  | 3 (1-0-1-1)  |
| 03    | Raphaël Poirée       | +1:04,3 min  | 4 (1-0-1-2)  |
| 04    | Ilmārs Bricis        | +1:10,1 min  | 4 (0-1-1-2)  |
| 05    | Roman Dostál         | +1:26,6 min  | 4 (1-0-3-0)  |
| 06    | Paavo Puurunen       | +1:35,3 min  | 3 (1-0-0-2)  |
| 07    | Zdeněk Vítek         | +1:44,7 min  | 4 (0-1-2-1)  |
| 08    | Halvard Hanevold     | +1:47,5 min  | 5 (1-1-2-1)  |
| 09    | Stian Eckhoff        | +1:48,0 min  | 5 (1-1-3-0)  |
| 10    | Sergei Tschepikow    | +1:53,9 min  | 3 (0-1-1-1)  |
| 11    | Peter Sendel         | +1:57,8 min  | 4 (1-1-1-1)  |
|       |                      |              |              |
| 17    | Frank Luck           | +2:21,4 min  | 5 (1-1-3-0)  |
|       |                      |              |              |
| 22    | Ricco Groß           | +3:11,8 min  | 8 (2-1-2-3)  |
|       |                      |              |              |
| 26    | René Cattarinussi    | +3:35,9 min  | 5 (2-0-1-2)  |
|       |                      |              |              |
| 29    | Christoph Sumann     | +4:13,3 min  | 8 (2-2-1-3)  |
| …     |                      |              |              |

Datum: 23. März 2003

### Staffel 4 × 7,5 km
| Platz | Land/Sportler                                                                                        | Zeit         | Schießfehler                            |
| ----- | --- | ------------ | --------------------------------------- |
| 01    | Deutschland 0000Peter Sendel 0000Sven Fischer 0000Ricco Groß 0000Frank Luck                          | 1:18:38,0 h  | 0-2 0-3 0-0 0-0 0-2 0-2 0-0 0-1         |
| 02    | Russland 0000Wiktor Maigurow 0000Pawel Rostowzew 0000Sergei Roschkow 0000Sergei Tschepikow           | 000+7,3 s00  | 0-4 0-4 0-1 0-1 0-1 0-0 0-1 0-1 0-1 0-2 |
| 03    | Belarus 0000Aljaxej Ajdarau 0000Uladsimer Dratschou 0000Rustam Waliullin 0000Aleh Ryschankou         | 00021,2 s00  | 0-6 0-6 0-2 0-2 0-0 0-2 0-1 0-2 0-3 0-0 |
| 04    | Norwegen 0000Ole Einar Bjørndalen 0000Frode Andresen 0000Egil Gjelland 0000Halvard Hanevold          | 000+21,8 s00 | 1-3 3-8 0-0 0-2 1-3 3-3 0-0 0-1 0-0 0-2 |
| 05    | Slowenien 0000Janez Osbolt 0000Tomas Globočnik 0000Janez Marič 0000Marko Dolenc                      | 000+37,0 s00 | 0-4 0-6 0-0 0-2 0-1 0-2 0-3 0-2 0-0 0-0 |
| 06    | Tschechien 0000Petr Garabík 0000Roman Dostál 0000Michal Šlesingr 0000Zdeněk Vítek                    | 000+37,7 s00 | 0-0 0-0                                 |
| 07    | Schweden 0000Carl Johan Bergman 0000Björn Ferry 0000Mattias Nilsson 0000Jakob Borjesson              | 000+41,5 s00 | 0-3 0-7 0-0 0-2 0-2 0-0 0-0 0-2 0-1 0-3 |
| 08    | Österreich 0000Daniel Mesotitsch 0000Wolfgang Perner 0000Christoph Sumann 0000Wolfgang Rottmann      | 0+1:16,0 min | 0-4 1-7 0-0 1-3 0-1 0-1 0-0 0-1 0-3 0-2 |
| 09    | Estland 0000Janno Prants 0000Dimitri Borovik 0000Roland Lessing 0000Indrek Tobreluts                 | 0+1:17,9 min | 0-3 1-8 0-1 0-1 0-0 0-3 0-2 0-1 0-0 1-3 |
| 10    | Ukraine 0000Oleksandr Bilanenko 0000Andrij Derysemlja 0000Ruslan Lyssenko 0000Wjatscheslaw Derkatsch | 0+1:56,5 min | 1-5 1-7 1-3 0-0 0-0 0-3 0-2 1-3 0-0 0-1 |
|       | |              |                                         |
| 15    | Schweiz 0000Jean-Marc Chabloz 0000Roland Zwahlen 0000Curdin Eichholzer 0000Matthias Simmen           | 0+3:54,8 min | 0-4 1-6 0-0 0-0 0-0 0-2 0-3 0-1 0-1 1-3 |
|       | |              |                                         |
| 18    | Italien 0000René Cattarinussi 0000René-Laurent Vuillermoz 0000Devis Da Canal 0000Wilfried Pallhuber  | 0+6:05,20    | 1-9 3-9 0-2 0-3 1-3 1-3 0-2 2-3 0-2 0-0 |

Datum: 21. März 2003

## Resultate Frauen

### Sprint 7,5 km
| Platz | Sportlerin            | Zeit         | Schießfehler |
| ----- | --------------------- | ------------ | ------------ |
| 01    | Sylvie Becaert        | 023:46,3 min | 1 (0-1)      |
| 02    | Olena Petrowa         | 00+26,9 s00  | 0 (0-0)      |
| 03    | Kateřina Holubcová    | 00+32,7 s00  | 0 (0-0)      |
| 04    | Swetlana Ischmuratowa | 00+33,1 s00  | 1 (0-1)      |
| 05    | Alena Subrylawa       | 00+36,5 s00  | 2 (1-1)      |
| 06    | Martina Halinárová    | 00+38,0 s00  | 0 (0-0)      |
| 07    | Sandrine Bailly       | 00+40,0 s00  | 2 (0-2)      |
| 08    | Sanna-Leena Perunka   | 00+45,3 s00  | 1 (1-0)      |
| 09    | Soňa Mihoková         | 00+46,7 s00  | 0 (0-0)      |
| 10    | Martina Glagow        | 00+57,8 s00  | 2 (1-1)      |
|       |                       |              |              |
| 14    | Katja Beer            | +1:29,0 min  | 1 (0-1)      |
|       |                       |              |              |
| 18    | Katrin Apel           | +1:46,8 min  | 4 (1-3)      |
|       |                       |              |              |
| 30    | Michela Ponza         | +2:18,2 min  | 1 (1-0)      |
|       |                       |              |              |
| 32    | Anna Sprung           | +2:21,5 min  | 3 (0-3)      |
|       |                       |              |              |
| 34    | Uschi Disl            | +2:25,7 min  | 5 (3-2)      |
|       |                       |              |              |
| 37    | Kati Wilhelm          | +2:49,8 min  | 6 (4-2)      |
|       |                       |              |              |
| 46    | Nathalie Santer       | +3:02,6 min  | 4 (2-2)      |
|       |                       |              |              |
| 68    | Saskia Santer         | +4:25,5 min  | 7 (4-3)      |
|       |                       |              |              |
| 76    | Katja Haller          | +5:36,4 min  | 5 (3-2)      |
| …     |                       |              |              |

Datum: 15. März 2003

### Verfolgung 10 km
| Platz | Sportlerin            | Zeit         | Schießfehler |
| ----- | --------------------- | ------------ | ------------ |
| 01    | Sandrine Bailly       | 035:15,6 min | 2 (1-0-0-1)  |
| 01    | Martina Glagow        | 000+0,0 s00  | 2 (0-0-1-1)  |
| 03    | Swetlana Ischmuratowa | 00+52,3 s00  | 4 (2-1-1-0)  |
| 04    | Alena Subrylawa       | 00+58,2 s00  | 4 (1-2-1-0)  |
| 05    | Sylvie Becaert        | +1:05,1 min  | 5 )1-1-3-0)  |
| 06    | Olena Petrowa         | +1:10,5 min  | 4 (0-1-2-1)  |
| 07    | Albina Achatowa       | +1:17,6 min  | 1 (1-0-0-0)  |
| 08    | Kateřina Holubcová    | +1:36,5 min  | 3 (1-0-1-1)  |
| 09    | Kazjaryna Iwanowa     | +2:01,8 min  | 5 (3-0-0-2)  |
| 10    | Oksana Chwostenko     | +2:10,6 min  | 2 (1-0-0-1)  |
|       |                       |              |              |
| 13    | Uschi Disl            | +2:32,0 min  | 5 (3-2-0-0)  |
|       |                       |              |              |
| 24    | Katja Beer            | +3:29,2 min  | 6 (1-0-2-3)  |
|       |                       |              |              |
| 28    | Katrin Apel           | +3:46,6 min  | 7 (1-0-2-4)  |
| 29    | Michela Ponza         | +3:49,5 min  | 3 (0-1-1-1)  |
|       |                       |              |              |
| 32    | Anna Sprung           | +4:52,0 min  | 6 (1-2-1-2)  |
|       |                       |              |              |
| 35    | Nathalie Santer       | +5:28,5 min  | 6 (1-1-3-1)  |
|       |                       |              |              |
| 38    | Kati Wilhelm          | +5:45,0 min  | 8 (1-4-2-1)  |
| …     |                       |              |              |

Datum: 16. März 2003
Nach der knappsten WM-Entscheidung aller Zeiten gab es über längere Zeit ein Hin und Her bzgl. der Entscheidung über Gold und Silber. Am Ende entschied die Jury dann nach genauester Auswertung des Zielfotos, dass beide Athletinnen eine Goldmedaille erhalten.

### Einzel 15 km
| Platz | Sportlerin              | Zeit          | Schießfehler |
| ----- | ----------------------- | ------------- | ------------ |
| 01    | Kateřina Holubcová      | 0048:28,4 min | 0 (0-0-0-0)  |
| 02    | Alena Subrylawa         | 0000+8,0 s00  | 1 (0-1-0-0)  |
| 03    | Gunn Margit Andreassen  | 000+37,5 s00  | 0 (0-0-0-0)  |
| 04    | Simone Denkinger        | 000+58,1 s00  | 2 (1-1-0-0)  |
| 05    | Albina Achatowa         | 0+1:01,5 min  | 2 (1-0-1-0)  |
| 06    | Martina Glagow          | 0+1:03,5 min  | 2 (1-0-0-1)  |
| 07    | Eija Salonen            | 0+1:18,3 min  | 1 (1-0-0-0)  |
| 08    | Ekaterina Dafowska      | 0+1:34,6 min  | 2 (0-0-2-0)  |
| 09    | Florence Baverel-Robert | 0+1:35,5 min  | 1 (0-0-1-0)  |
| 10    | Corinne Niogret         | 0+1:42,5 min  | 2 (0-0-1-1)  |
|       |                         |               |              |
| 13    | Michela Ponza           | 0+2:20,6 min  | 2 (1-1-0-0)  |
| 14    | Saskia Santer           | 0+2:33,4 min  | 3 (1-1-1-0)  |
|       |                         |               |              |
| 16    | Andrea Henkel           | 0+3:02,2 min  | 3 (1-2-0-0)  |
|       |                         |               |              |
| 25    | Anna Sprung             | 0+4:41,5 min  | 5 (2-0-1-2)  |
|       |                         |               |              |
| 29    | Katja Beer              | 0+5:04,7 min  | 5 (2-2-1-0)  |
| 30    | Nathalie Santer         | 0+5:06,3 min  | 4 (1-2-0-1)  |
|       |                         |               |              |
| 36    | Katrin Apel             | 0+5:50,5 min  | 6 (1-2-1-2)  |
|       |                         |               |              |
| 62    | Romina Demetz           | +10:03,8 min  | 6 (3-1-1-1)  |
| …     |                         |               |              |

Datum: 18. März 2003

### Massenstart 12,5 km
| Platz | Sportlerin            | Zeit         | Schießfehler |
| ----- | --------------------- | ------------ | ------------ |
| 01    | Albina Achatowa       | 037:15,8 min | 0 (0-0-0-0)  |
| 02    | Swetlana Ischmuratowa | 000+2,7 s00  | 0 (0-0-0-0)  |
| 03    | Sandrine Bailly       | 00+10,9 s00  | 1 (0-1-0-0)  |
| 04    | Alena Subrylawa       | 00+20,4 s00  | 1 (0-0-0-1)  |
| 05    | Kateřina Holubcová    | 00+35,5 s00  | 1 (0-1-0-0)  |
| 06    | Katja Beer            | +41,0 s00    | 2 (0-1-1-0)  |
| 07    | Martina Halinárová    | 00+41,7 s00  | 0 (0-0-0-0)  |
| 08    | Sylvie Becaert        | 00+46,4 s00  | 3 (0-1-1-1)  |
| 09    | Simone Denkinger      | +47,7 s00    | 2 (0-0-2-0)  |
| 10    | Sanna-Leena Perunka   | 00+54,9 s00  | 2 (1-0-0-1)  |
|       |                       |              |              |
| 12    | Martina Glagow        | +1:16,1 min  | 2 (1-0-0-1)  |
|       |                       |              |              |
| 21    | Uschi Disl            | +2:31,6 min  | 7 (1-0-4-2)  |
| 22    | Kati Wilhelm          | +2:31,8 min  | 6 (4-2-0-0)  |
| …     |                       |              |              |

Datum: 22. März 2003

### Staffel 4 × 6 km
| Platz | Land/Sportlerin                                                                                            | Zeit         | Schießfehler                             |
| ----- | --- | ------------ | ---------------------------------------- |
| 01    | Russland 0000Albina Achatowa 0000Swetlana Ischmuratowa 0000Galina Kuklewa 0000Swetlana Tschernoussowa      | 1:24:34,4 h  | 1-6 0-5 0-0 0-0 0-2 0-0 1-3 0-2 0-1 0-3  |
| 02    | Ukraine 0000Oksana Chwostenko 0000Iryna Merkuschina 0000Oksana Jakowljewa 0000Olena Petrowa                | 0+1:23,8 min | 0-7 0-7 0-0 0-0 0-2 0-3 0-3 0-3 0-2 0-1  |
| 03    | Deutschland 0000Simone Denkinger 0000Uschi Disl 0000Kati Wilhelm 0000Martina Glagow                        | 0+2:05,3 min | 4-7 4-9 0-0 2-3 1-3 2-3 3-3 0-2 0-1 0-1  |
| 04    | Belarus 0000Kazjaryna Iwanowa 0000Wolha Nasarawa 0000Ljudmila Ananka 0000Alena Subrylawa                   | 0+2:06,3 min | 2-8 3-9 0-1 0-0 1-3 2-3 1-3 0-3 0-1 1-3  |
| 05    | Frankreich 0000Florence Baverel-Robert 0000Sandrine Bailly 0000Corinne Niogret 0000Sylvie Becaert          | 0+2:49,7 min | 0-5 2-11 0-1 0-2 0-3 2-3 0-1 0-3 0-0 0-3 |
| 06    | Finnland 0000Eija Salonen 0000Outi Kettunen 0000Pirjo Urpilainen 0000Sanna-Leena Perunka                   | 0+3:09,2 min | 1-5 2-8 0-1 0-1 0-0 0-2 1-3 2-3 0-1 0-3  |
| 07    | Bulgarien 0000Pawlina Filipowa 0000Irina Nikultschina 0000Nina Kadewa 0000Ekaterina Dafovska               | 0+3:21,0 min | 0-9 4-9 0-1 2-3 0-3 0-2 0-2 2-3 0-3 0-1  |
| 08    | Norwegen 0000Ann Elen Skjelbreid 0000Gro Istad-Kristiansen 0000Ann Helen Grande 0000Gunn Margit Andreassen | 0+6:01,9 min | 0-4 5-9 0-2 0-0 0-0 3-3 0-1 1-3          |
| 09    | Volksrepublik China 0000Kong Yingchao 0000Sun Ribo 0000Liu Xianying 0000Liu Yuanyuan                       | 0+6:05,0 min | 2-8 3-10 0-3 1-3 0-1 1-3 0-1 0-1 2-3 1-3 |
| 10    | Slowakei 0000Marcela Pavkovčeková 0000Anna Murínová 0000Soňa Mihoková 0000Martina Halinárová               | 0+7:09,1 min | 1-9 4-7 0-3 0-1 0-2 2-3 1-3 2-3 0-1 0-0  |
|       | |              |                                          |
| 12    | Italien 0000Michela Ponza 0000Nathalie Santer 0000Saskia Santer 0000Romina Demetz                          | 0+8:33,5 min | 5-11 3-7 0-2 0-0 2-3 2-3 2-3 0-1 1-3 1-3 |
| …     | |              |                                          |

Datum: 20. März 2003

## Medaillenspiegel
| Platz | Nation      | Gold | Silber | Bronze | Gesamt |
| ----- | ----------- | ---- | ------ | ------ | ------ |
| 01    | Deutschland | 3    | 2      | 2      | 7      |
| 02    | Norwegen    | 3    | 1      | 1      | 5      |
| 03    | Russland    | 2    | 2      | 1      | 5      |
| 04    | Frankreich  | 2    | 0      | 2      | 4      |
| 05    | Tschechien  | 1    | 0      | 2      | 3      |
| 06    | Ukraine     | 0    | 2      | 0      | 2      |
| 07    | Finnland    | 0    | 1      | 1      | 2      |
| 07    | Belarus     | 0    | 1      | 1      | 2      |

| Platz | Land         | Athlet               | Gold | Silber | Bronze | Gesamt |
| ----- | ------------ | -------------------- | ---- | ------ | ------ | ------ |
| 01    | Deutschland  | Ricco Groß           | 2    | 1      | 1      | 4      |
| 02    | Norwegen     | Ole Einar Bjørndalen | 2    | 0      | 0      | 2      |
| 03    | Norwegen     | Halvard Hanevold     | 1    | 1      | 0      | 2      |
| 03    | Deutschland  | Sven Fischer         | 1    | 1      | 0      | 2      |
| 05    | Deutschland  | Peter Sendel         | 1    | 0      | 0      | 1      |
| 05    | Deutschland  | Frank Luck           | 1    | 0      | 0      | 1      |
| 07    | Finnland     | Vesa Hietalahti      | 0    | 1      | 0      | 1      |
| 07    | Russland     | Wiktor Maigurow      | 0    | 1      | 0      | 1      |
| 07    | Russland     | Pawel Rostowzew      | 0    | 1      | 0      | 1      |
| 07    | Russland     | Sergei Roschkow      | 0    | 1      | 0      | 1      |
| 07    | Russland     | Sergei Tschepikow    | 0    | 1      | 0      | 1      |
| 12    | Tschechien   | Zdeněk Vítek         | 0    | 0      | 1      | 1      |
| 12    | Finnland     | Paavo Puurunen       | 0    | 0      | 1      | 1      |
| 12    | Frankreich   | Raphaël Poirée       | 0    | 0      | 1      | 1      |
| 12    | Belarus 1995 | Aljaxej Ajdarau      | 0    | 0      | 1      | 1      |
| 12    | Belarus 1995 | Uladsimer Dratschou  | 0    | 0      | 1      | 1      |
| 12    | Belarus 1995 | Rustam Waliullin     | 0    | 0      | 1      | 1      |
| 12    | Belarus 1995 | Aleh Ryschankou      | 0    | 0      | 1      | 1      |

| Platz | Land         | Athletin                | Gold | Silber | Bronze | Gesamt |
| ----- | ------------ | ----------------------- | ---- | ------ | ------ | ------ |
| 01    | Russland     | Albina Achatowa         | 2    | 0      | 0      | 2      |
| 02    | Russland     | Swetlana Ischmuratowa   | 1    | 1      | 1      | 3      |
| 03    | Frankreich   | Sandrine Bailly         | 1    | 0      | 1      | 2      |
| 03    | Tschechien   | Kateřina Holubcová      | 1    | 0      | 1      | 2      |
| 03    | Deutschland  | Martina Glagow          | 1    | 0      | 1      | 2      |
| 06    | Frankreich   | Sylvie Becaert          | 1    | 0      | 0      | 1      |
| 06    | Russland     | Galina Kuklewa          | 1    | 0      | 0      | 1      |
| 06    | Russland     | Swetlana Tschernoussowa | 1    | 0      | 0      | 1      |
| 09    | Ukraine      | Olena Petrowa           | 0    | 2      | 0      | 2      |
| 10    | Belarus 1995 | Alena Subrylawa         | 0    | 1      | 0      | 1      |
| 10    | Ukraine      | Oksana Chwostenko       | 0    | 1      | 0      | 1      |
| 10    | Ukraine      | Iryna Merkuschina       | 0    | 1      | 0      | 1      |
| 10    | Ukraine      | Oksana Jakowljewa       | 0    | 1      | 0      | 1      |
| 14    | Norwegen     | Gunn Margit Andreassen  | 0    | 0      | 1      | 1      |
| 14    | Deutschland  | Simone Denkinger        | 0    | 0      | 1      | 1      |
| 14    | Deutschland  | Uschi Disl              | 0    | 0      | 1      | 1      |
| 14    | Deutschland  | Kati Wilhelm            | 0    | 0      | 1      | 1      |